# Poesia escàldica
La poesia escàldica també anomenada poesia cortesana, és la que s'elaborà a les corts de Noruega i després a Islàndia des del segle ix fins al xiii. L'escald, guerrer i poeta alhora, componia poemes d'acord amb rigoroses formalitats. La poesia escàldica és una llarga sèrie d'estrofes (generalment en mètrica dróttkvætt), amb una tornada (stef) a intervals; es caracteritza per una complexa sintaxi, per utilitzar l'al·literació i per incloure figures retòriques, una sèrie de perífrasis i metàfores que enfosquien la seva comprensió, com els kenningar i heiti.
A diferència de la poesia éddica, nascuda en la tradició popular, els escalds tenien consciència del seu art. Alguns autors escandinaus van voler incloure en les seves sagues poemes escàldics. Més tard, per influències del continent, la poesia escàldica va començar a incloure el vers rimat, i així acaba. Entre els poetes que van conrear aquesta modalitat destaquen Bragi Boddason, Egill Skallagrímsson (910 – 990), Hallfreðr vandræðaskáld i Sigvatr Þórðarson.

## Poemes
La majoria de poemes estan composts pels escalds als reis als quals prestaven servei a la cort. El seu contingut històric sol tenir relació amb batalles i altres fets notables durant el seu regnat. A destacar:
- Glymdrápa - Els fets de Harald I de Noruega
- Vellekla - Els fets de Hákon Hlaðajarl.
- Bandadrápa - Els fets de Eiríkr Hlaðajarl.
- Knútsdrápa - Els fets de Canut el Gran

Uns altres solen tenir continguts mitològics:
- Þórsdrápa - Un drápa dedicat al déu Thor i relacionat amb els seus enfrontaments amb els gegants.
- Haustlöng - Tracta de dos relats mitològics d'unes imatges pintades en l'escut de Thjódólfur úr Hvini.
- Ragnarsdrápa - Tracta de quatre relats mitològics d'unes imatges pintades en l'escut de Bragi Boddason.
- Húsdrápa - Descriu escenes mitològiques d'un gravat que apareixen en uns panells de cuina.
- Ynglingatal - Tracta de l'origen dels reis noruecs i la història de la casa de Yngling. Es conserva a Heimskringla.

Als poemes mitològics es poden afegir dos poemes relacionats amb la mort de reis i la seva gloriosa recepció en el Valhalla.
- Hákonarmál - La mort de Haakon el Bo i la seva recepció en el Valhalla.
- Eiríksmál - La mort de Eiríkr Destral Sagnant i la seva recepció en el Valhalla.

Els poemes de Egill Skallagrímsson són particulars i relacionats amb circumstàncies vitals:
- Sonatorrek - Un lament per la mort d'un dels fills d'Egill.
- Höfuðlausn - Una lloança a Eiríkr Destral Sagnant, enemic de l'escald, i que va salvar la seva vida.
- Arinbjarnarkviða - Una lloança al seu amic Arinbjørn herse.

### Mansöngr
Un mansöngr és una forma de poesia eròtica a Islàndia, tant en poesia escàldica medieval i en rímur moderna. En la secció Ljóðatal de Hávamál, els conjurs 16 i 17 són explícitament d'amor.

## Flokkr
En l'extrem oposat d'un drápa es troba el flokkr, que s'interpreta com una forma més lleugera de kvæði; un poema curt, sense tornades. També es coneixen com a vísur o dræplingr. Alguns exemples destacables són Valþjófsflokkr i Tryggvaflokkr.